# USAC National Championship 1978
USAC National Championship 1978 var ett race som vanns av Tom Sneva.

## Delsegrare
| Datum        | Bana             | Vinnare           |
| ------------ | ---------------- | ----------------- |
| 18 mars      | Phoenix          | Gordon Johncock   |
| 26 mars      | Ontario          | Danny Ongais      |
| 15 april     | Texas            | Danny Ongais      |
| 23 april     | Trenton          | Gordon Johncock   |
| 28 maj       | Indianapolis 500 | Al Unser          |
| 11 juni      | Mosport Park     | Danny Ongais      |
| 18 juni      | Milwaukee        | Danny Ongais      |
| 25 juni      | Pocono           | Al Unser          |
| 16 juli      | Michigan 500     | Danny Ongais      |
| 23 juli      | Atlanta          | Rick Mears        |
| 6 augusti    | Texas            | A.J. Foyt         |
| 20 augusti   | Milwaukee        | Rick Mears        |
| 3 september  | Ontario          | Al Unser          |
| 16 september | Michigan         | Johnny Rutherford |
| 23 september | Trenton          | Mario Andretti    |
| 1 oktober    | Silverstone      | A.J. Foyt         |
| 8 oktober    | Brands Hatch     | Rick Mears        |
| 28 oktober   | Phoenix          | Johnny Rutherford |

## Slutställning
| Plats | Förare            | Poäng |
| ----- | ----------------- | ----- |
| 1     | Tom Sneva         | 4153  |
| 2     | Al Unser          | 4031  |
| 3     | Gordon Johncock   | 3548  |
| 4     | Johnny Rutherford | 3067  |
| 5     | A.J. Foyt         | 3024  |
| 6     | Wally Dallenbach  | 2966  |
| 7     | Steve Krisiloff   | 2874  |
| 8     | Danny Ongais      | 2662  |
| 9     | Rick Mears        | 2171  |
| 10    | Pancho Carter     | 1206  |